# 大谷泰雄
大谷 泰雄（おおたに やすお、1947年10月20日 - ）は、京都府出身の元プロ野球選手（捕手）。

## 経歴
京都市立銅駝中学校を卒業後、近鉄にアルバイト捕手として2年間在籍。1966年にドラフト外で、近鉄バファローズに入団。
一軍公式戦の出場がないまま、1969年引退。

## 詳細情報

### 年度別打撃成績
- 一軍公式戦出場なし

### 背番号
- 56 （1967年 - 1969年）